# Уильямс, Патрик
Патрик Ли Уильямс (англ. Patrick Lee Williams; род. 6 августа 2001 или 26 августа 2001[…], Шарлотт, Северная Каролина) — американский профессиональный баскетболист, выступающий за клуб «Чикаго Буллз» в НБА. Был выбран на драфте НБА 2020 года в 1-м раунде под 4-м номером клубом «Чикаго Буллз». Играет на позиции лёгкого форварда.

## Профессиональная карьера

### Чикаго Буллз (2020—настоящее время)
Уильямс был выбран на драфте НБА 2020 года под 4-м номером клубом «Чикаго Буллз». 22 ноября 2020 года он подписал с «Буллз» контракт. 23 декабря 2020 года Уильмс дебютировал в НБА, выйдя в стартовом составе, в матче против клуба «Атланта Хокс», в котором набрал 16 очков за 33 минуты игрового времени.
15 мая 2021 года он набрал максимальные за сезон 24 очка, а также пять подборов и два перехвата в матче против «Бруклин Нетс» (91:105).
28 октября 2021 года, во время проигрыша «Буллз» со счетом 103:104 против «Нью-Йорк Никс», Уильямс получил вывих запястья. На следующий день было объявлено, что ему потребуется операция, в результате которой он выбыл из строя на срок от 4 до 6 месяцев. Уильямс вернулся на площадку 21 марта 2022 года, набрав семь очков и сделав два подбора в победе над «Торонто Рэпторс» со счетом 113:99. 10 апреля он набрал максимальные в карьере 35 очков, а также четыре подбора и четыре передачи в победе над «Миннесотой Тимбервулвз» со счетом 124:120. «Буллз» впервые с 2017 года квалифицировались в плей-офф и в серии первого раунда встретились с «Милуоки Бакс», действующими чемпионами. Уильямс дебютировал в плей-офф 17 апреля, набрав пять очков, сделав три подбора и два перехвата в поражении со счетом 86:93 в первой игре. В итоге «Буллз» проиграли серию в пяти матчах.
5 октября 2022 года «Чикаго» активировал опцию в контракте Патрика Уильямса на сезон-23/24.
25 января 2024 года у Уильямса был выявлен отек костной ткани левой ноги. В феврале игрок перенес операцию и выбыл до конца сезона.
6 июля 2024 года Уильямс переподписал контракт с «Буллз».
30 сентября 2024 года Уильямс был допущен к тренировочному лагерю после того, как ранее почувствовал дискомфорт в стопе во время мини-лагеря «Буллз».

## Статистика

### Статистика в НБА
| Сезон                                                                                    | Команда | Регулярный сезон | Регулярный сезон | Регулярный сезон | Регулярный сезон | Регулярный сезон | Регулярный сезон | Регулярный сезон | Регулярный сезон | Регулярный сезон | Регулярный сезон | Регулярный сезон | Серия плей-офф | Серия плей-офф | Серия плей-офф | Серия плей-офф | Серия плей-офф | Серия плей-офф | Серия плей-офф | Серия плей-офф | Серия плей-офф | Серия плей-офф | Серия плей-офф |
| Сезон                                                                                    | Команда | GP               | GS               | MPG              | FG%              | 3P%              | FT%              | RPG              | APG              | SPG              | BPG              | PPG              | GP             | GS             | MPG            | FG%            | 3P%            | FT%            | RPG            | APG            | SPG            | BPG            | PPG            |
| ---------------------------------------------------------------------------------------- | ------- | ---------------- | ---------------- | ---------------- | ---------------- | ---------------- | ---------------- | ---------------- | ---------------- | ---------------- | ---------------- | ---------------- | -------------- | -------------- | -------------- | -------------- | -------------- | -------------- | -------------- | -------------- | -------------- | -------------- | -------------- |
| 2020/21                                                                                  | Чикаго  | 71               | 71               | 27,9             | 48,3             | 39,1             | 72,8             | 4,6              | 1,4              | 0,9              | 0,6              | 9,2              | Не участвовал  | Не участвовал  | Не участвовал  | Не участвовал  | Не участвовал  | Не участвовал  | Не участвовал  | Не участвовал  | Не участвовал  | Не участвовал  | Не участвовал  |
| 2021/22                                                                                  | Чикаго  | 17               | 9                | 24,8             | 52,9             | 51,7             | 73,2             | 4,1              | 0,9              | 0,5              | 0,5              | 9,0              | 5              | 5              | 30,6           | 46,8           | 33,3           | 72,7           | 5,4            | 0,8            | 1,0            | 0,6            | 11,8           |
| 2022/23                                                                                  | Чикаго  | 82               | 65               | 28,3             | 46,4             | 41,5             | 85,7             | 4,0              | 1,2              | 0,9              | 0,9              | 10,2             | Не участвовал  | Не участвовал  | Не участвовал  | Не участвовал  | Не участвовал  | Не участвовал  | Не участвовал  | Не участвовал  | Не участвовал  | Не участвовал  | Не участвовал  |
|                                                                                          | Всего   | 170              | 145              | 27,8             | 47,7             | 41,4             | 77,9             | 4,3              | 1,3              | 0,9              | 0,7              | 9,7              | 5              | 5              | 30,6           | 46,8           | 33,3           | 72,7           | 5,4            | 0,8            | 1,0            | 0,6            | 11,8           |
| Наведите курсор мыши на аббревиатуры в заголовке таблицы, чтобы прочесть их расшифровку. |         |                  |                  |                  |                  |                  |                  |                  |                  |                  |                  |                  |                |                |                |                |                |                |                |                |                |                |                |

### Статистика в колледже
| Сезон                                                                                   | Команда       | GP | GS | MPG  | FG%  | 3P%  | FT%  | RPG | APG | SPG | BPG | PPG |  |
| --------------------------------------------------------------------------------------- | ------------- | -- | -- | ---- | ---- | ---- | ---- | --- | --- | --- | --- | --- |  |
| 2019/20                                                                                 | Флорида Стэйт | 29 | 0  | 22,5 | 45,9 | 32,0 | 83,8 | 4,0 | 1,0 | 1,0 | 1,0 | 9,2 |  |
|                                                                                         | Всего         | 29 | 0  | 22,5 | 45,9 | 32,0 | 83,8 | 4,0 | 1,0 | 1,0 | 1,0 | 9,2 |  |
| Наведите курсор мыши на аббревиатуры в заголовке таблицы, чтобы прочесть их расшифровку |               |    |    |      |      |      |      |     |     |     |     |     |  |